# سیارک ۱۵۷۳۵
سیارک ۱۵۷۳۵ (به انگلیسی: 15735 Andakerkhoven، نامگذاری:1990WF2) پانزده هزار و هفتصد و سی و پنجمین سیارک کشف شده‌است، که در ۱۸ نوامبر ۱۹۹۰ کشف شد.
قدر مطلق سیارک برابر ۲۸.۲ است.